# حباك ماكسويل الأسود
حباك ماكسويل الأسود (الاسم العلمي: Ploceus albinucha) نوع من الطيور الصغيرة من فصيلة الحباك، متوطن في الكاميرون، جمهورية أفريقيا الوسطى، جمهورية الكونغو، جمهورية الكونغو الديمقراطية، ساحل العاج، غينيا الاستوائية، الغابون، غانا، غينيا، ليبيريا، نيجيريا، سيراليون وأوغندا.